# I promessi sposi (miniserie televisiva 1990)
I promessi sposi è uno sceneggiato televisivo prodotto dalla Rai nel 1990, diretto e interpretato dal Trio Lopez-Marchesini-Solenghi, parodia dei precedenti sceneggiati tratti dall'omonimo romanzo di Alessandro Manzoni, ovvero I promessi sposi del 1967, con la regia di Sandro Bolchi, e I promessi sposi del 1989, con la regia di Salvatore Nocita, quest'ultimo andato in onda nelle settimane immediatamente precedenti alla messa in onda di tale versione parodistica.
Lo sceneggiato andò in onda per 5 mercoledì consecutivi, dal 10 gennaio al 7 febbraio, in prima serata su Rai Uno; la prima puntata della fiction ebbe un ascolto record di 14212000 spettatori. Le riprese degli esterni hanno avuto luogo presso il borgo medievale del Ricetto di Candelo, nel biellese, in passato set di un altro celebre sceneggiato Rai, La freccia nera; gli interni furono invece realizzati nel Centro di produzione Rai di Torino.

## Trama

### Prima puntata
Lombardia, 1628. Don Abbondio (prete con atteggiamenti canini, essendo un pastore bergamasco), mentre rientra da una passeggiata durante la quale incontra Cappuccetto Rosso, viene minacciato dai Bravi (con le voci di Stanlio e Ollio) che gli impongono di non celebrare il matrimonio tra Renzo Tramaglino e Lucia Mondella perché don Rodrigo si è invaghito della donna. Perpetua, preoccupata per il ritardo del curato, telefona ai carabinieri e al pronto soccorso, ma alla chiamata risponde la Rai. Dopo una breve visita di Cappuccetto Rosso alla Perpetua, Don Abbondio rientra e, sulle note di Io Sono Il Vento di Arturo Testa, racconta l'accaduto a Perpetua che gli consiglia di andare a parlarne in televisione.
Il giorno successivo, Renzo si reca da don Abbondio per conoscere l'orario delle nozze e nel tragitto va col pensiero ai genitori deceduti. Una giornalista appare nel cimitero di Lecco dove, facendosi strada tra le sepolture di molti personaggi italiani famosi, tra cui Cristoforo Colombo, cerca e trova la tomba dei genitori di Renzo, ai quali chiede poi cosa ne pensano del matrimonio del figlio. I due rispondono cantando Un bacio a mezzanotte del Quartetto Cetra. A Renzo, arrivato da Don Abbondio, il curato rivela che le nozze non possono essere celebrate e Perpetua si lascia sfuggire che la colpa di tutto questo è di don Rodrigo.

Da sinistra: Renzo e Lucia con "Pennellone", fittizio padre di Lucia, interpretato dalla guest star Pippo Baudo; con loro Lucìo, figlio di "Pennellone" e fittizio fratello di Lucia

Renzo inizia quindi a correre verso la casa di Lucia, vincendo anche una maratona. Il ragazzo rammenta il giorno in cui aveva chiesto la mano di Lucia al padre "Pennellone" (interpretato da Pippo Baudo). Pennellone fa presente ai fidanzati come sarà cura sua l'arredamento della casa (e parte uno spot di "Pennellone" che fa la parodia a quelli di Aiazzone) e presenta il fratello di Lucia, Lucìo, interpretato da Lopez che imita Baudo.
Renzo comunica all'amata che il matrimonio è saltato, ma i festeggiamenti sono già iniziati e Lucia viene portata in processione composta dai tifosi del Milan.

### Seconda puntata
Renzo e Lucia parlano: il ragazzo intuisce che l'amata conosceva già le intenzioni di Don Rodrigo e se ne risente. Agnese, la madre di Lucia, cerca di consolare Renzo, ma sbadatamente Renzo sfiora il seno della donna facendo scattare l'allarme. Compare allora Alessandro Manzoni che si lamenta dello scempio che il Trio sta compiendo sulla sua opera. Lucia consola l'autore e poi racconta alla madre e al fidanzato del suo incontro con don Rodrigo. Agnese consiglia ai due di rivolgersi a fra Cristoforo, che da giovane non era un frate, ma un cantante che si faceva chiamare Little Tommy (parodia di Little Tony).
Alessandro Manzoni si lamenta nuovamente di come sta procedendo lo sceneggiato e si mette a piangere. Renzo allora lo consola e lo "porta a pranzo", imbandendo una tavola presso cui si avvicina un violinista e una cameriera, che riconosce Manzoni, e si fa fare un autografo per i nipotini, su una foto scattata in spiaggia durante l’estate (nella foto si vede Manzoni reggere una tavola da surf). 
La scena si sposta quindi nel castello di don Rodrigo dove, tra vari strafalcioni tecnici, è in corso una sorta di telenovela. Avendo sentito che don Rodrigo si è invaghito di Lucia, la sua fidanzata "Bella Fighejra" arriva per chiedere spiegazioni e, quando scopre la verità, cerca di suicidarsi. Il Griso tenta di fermare la donna, ma la spinge di sotto per sbaglio. Bella Fighejra sparisce, ma si scopre poi che la finestra si trova al piano terra, da cui spunta la sorella della donna, Y-noyosa, che, fedele al suo nome, ripete senza sosta come bisogni "chiamare i carabbinieri", ma viene facilmente liquidata dai due.
Don Rodrigo si reca a casa di Lucia per chiederle di partecipare con lui ad un ballo e durante il viaggio a cavallo incontra "El Gringo", interpretato da Giuliano Gemma. Una volta arrivato a casa di Lucia, don Rodrigo ingaggia tre liutai per suonarle una serenata e invitarla così al gran ballo di corte. Dopo un diniego iniziale di Lucia, Don Rodrigo inizia a parlare come un giovane Gianni Morandi finendo per intonare Fatti mandare dalla mamma a prendere il latte con tutto il borgo che balla scatenato.

### Terza puntata
Lucia non sa se partecipare al ballo con don Rodrigo e immagina come reagirebbe Renzo. Appare la Fata Smemorina che trasforma il vestito della ragazza in un vestito da sera e Lucia può così partecipare alla festa. Fuori dalla casa, un venditore di frutta e verdura si offre per accompagnare la ragazza al castello con un Apecar. Al ballo Lucia è introdotta come ospite d'onore e Don Rodrigo le fa una proposta di matrimonio, ma poco dopo si interrompono le danze ed entra Daniele Piombi, che presenta "Miss Lecco", titolo vinto proprio da Lucia, che sfila con fascia e costume. A mezzanotte però Lucia, come Cenerentola, deve correre a casa e perde una scarpetta nel discendere le scale. 
Don Rodrigo la raccoglie e il giorno dopo convoca a corte tutte le fanciulle del villaggio per ritrovare la proprietaria della calzatura, di misura spropositatamente grande. Non trovando alcuna ragazza a cui calza, finisce con l'indossare lui stesso le scarpette e se ne va come un femminiello, parlando napoletano.
In seguito Lucia e Renzo decidono di fuggire dal paese: lui è costretto ad andare a Milano, mentre lei si reca a Monza dove sarà ospitata presso un convento, per essere aiutata dalla monaca di Monza. Qui Lucia conosce uno svitato e giocherellone frate svizzero, che la fa entrare solo fingendosi Heidi, e incontra le altre suore, tutte molto mascoline e singolari, che fanno penitenza ballando Sussudio di Phil Collins, e in ricreazione giocano in maniera scalmanata a calciobalilla. Alla fine, Lucia trova la monaca di Monza, una suora piuttosto singolare che pronuncia le M come se un'auto da corsa stesse passando, ad imitazione delle auto di Formula 1, e che le confida che sarà affidata alle cure di suor Guendalina, "quella che ha la miglior tenuta di strada perché monta Firestone".

### Quarta puntata
Renzo intanto vive a Milano e per sopravvivere canta in alcune osterie con lo pseudonimo "Renzo Jannacci".
Nel frattempo Don Rodrigo si reca dall'Innominato per chiedergli aiuto al fine di avere Lucia tutta per sé. L'Innominato è una sorta di padrino, che è assistito da una dominatrix che offre a tutti una "frustatina". I due organizzano quindi un rapimento, prima di dileguarsi cantando The Time Warp del The Rocky Horror Picture Show. 
Il piano prevede che Egidio, travestito da vecchietta, si rechi al convento dove vive Lucia per darle una mela avvelenata. Una volta svenuta, la fanciulla viene portata via dallo stesso Egidio, aiutato dalla monaca di Monza, mentre i due cantano il celebre canto dei nani di Biancaneve. Intanto la badessa del convento chiama l'ispettore Clouseau per compiere delle indagini sul rapimento che non portano a nulla.
Lucia viene reclusa in una cella presso l'abitazione dell'Innominato e, su consiglio telefonico della madre, la ragazza fa un voto di castità assoluta nel caso in cui riuscirà a scampare da questa situazione. Intanto, dopo un'intima visita alla cella di Lucia e dopo un consulto con il cardinale Borromeo (che parla come papa Giovanni Paolo II), l’Innominato si pente di questo sequestro e viene intervistato in una puntata di Mixer. Arriva Renzo travestito da Zorro e libera Lucia che, durante la fuga, confessa al fidanzato di aver fatto voto di castità. I due devono separarsi di nuovo: appare Manzoni che, parlando come Pippo Baudo, spiega come debba proseguire la trama, fra traversie e suspense, finché tutto sarà risolto con l'intervento dello "sponsor", la Provvidenza, e che quindi Renzo deve tornare fuggitivo mentre Lucia deve andare presso una gentildonna milanese chiamata Donna Prassede (presentata con le parole di Donna Rosa di Nino Ferrer).

### Quinta puntata
Condotta a Milano, Lucia viene ospitata dietro raccomandazione dell'Innominato nella dimora di donna Prassede che, completamente calva, si rivela assai mascolina e tutt'altro che rassicurante, chiamando ripetutamente, a gran voce, un servo di nome Italo. Tenta inoltre di convincere la ragazza a lasciare Renzo e ad accasarsi con suo figlio, Ruud Gullit.
Nel frattempo a Milano scoppia la peste e il telegiornale in edizione straordinaria, condotto da Piero Badaloni, ne dà l'annuncio in pompa magna, intervistando tra l'altro l'onorevole Giulio Andreotti che si rallegra dell'arrivo della peste che vede come soluzione al problema della disoccupazione. Segue un breve spazio pubblicitario (introdotto e chiuso dalla sigla con i gatti a cartone animato che si baciano sul tetto di notte, trasmessa dopo il Tg1 delle 20:00 nel 1987) in cui Anna Marchesini chiede a Tullio Solenghi se viene ancora deriso con il nomignolo di Brufolo Bill, ma lui ribatte che da quando usa la fittizia crema "Pustolex" lo chiamano "Marisa". Nel lazzaretto si assistono a scene di morte cruenta, ma al di fuori c'è chi cerca soluzioni al problema peste: Wanna Marchi vende unguenti miracolosi agli appestati, mentre in una puntata di Alla ricerca dell'arca Mino Damato ospita il professor Von Pesten, scopritore di un antidoto.
Renzo nel frattempo arriva in casa di donna Prassede e, respinte le avance di quest'ultima, scopre che anche Lucia è finita al lazzaretto. Giunto sul posto, Renzo incontra fra Cristoforo. Successivamente il ragazzo trova Lucia intenta a curare don Rodrigo, anche lui colpito dalla peste, che, parlando come una radio, chiede ai due ragazzi il perdono in punto di morte. Renzo e Lucia però non possono ancora sposarsi a causa del voto di Lucia ma, invocata da Renzo, ci pensa la Fata Turchina-Gina Lollobrigida a risolvere la situazione, dando così modo ai due promessi di unirsi finalmente in matrimonio.
Alla fine della cerimonia, Alessandro Manzoni ringrazia tutto il gruppo e intona We are the world con tutti i personaggi della serie, mentre, usciti dalla chiesa, Renzo e Lucia vengono letteralmente travolti da molteplici secchiate di riso, da cui nuotando sbucano a fatica.

## Il cast
I protagonisti assoluti dello sceneggiato sono il trio di comici composto da Tullio Solenghi, Anna Marchesini, Massimo Lopez.
| Tullio Solenghi | Anna Marchesini | Massimo Lopez |
| --- | --- | --- |
| Il bravo Stanlio Griso Il narratore nell'armadio Renzo Tramaglino Cristoforo Colombo La madre di Renzo Tramaglino Sassofonista di Fra Cristoforo Fata Smemorina Venditore di frutta Frate del convento Egidio Strega di Biancaneve L'Innominato Zorro Prof. Vladimir Von Pesten | Perpetua L'inviata dal cimitero Lucia Mondella Agnese Sassofonista di Fra Cristoforo Cameriera Bella Fighejra Y-noyosa Monaca di Ponza Suor Guendalina La madre badessa Assistente sadomaso dell'Innominato (Magenta) Biancaneve Donna Prassede Giornalista di Mixer Fata Turchina Interprete del prof. Vladimir Von Pesten | Il bravo Ollio Don Abbondio Il padre di Renzo Tramaglino Lucìo, il fratello di Lucia Alessandro Manzoni Fra Cristoforo Don Rodrigo Monaca di Monza La Foca Monaca Riff Raff Ispettore Clouseau Cardinale Borromeo Ruud Gullit, il figlio di Donna Prassede Giulio Andreotti Mino Damato |

Hanno fatto da "guest-star" anche personaggi come:
- Daniele Piombi che presenta il concorso di bellezza Miss Lecco;
- Piero Badaloni allora giornalista del TG1, in questo sceneggiato interpreta il giornalista di un improbabile telegiornale seicentesco che annuncia l'arrivo della peste in città;
- Pippo Baudo nel ruolo di Pennellone, padre di Lucia;
- Giuliano Gemma nel ruolo di El Gringo;
- Wanna Marchi nel ruolo di una venditrice di unguenti contro la peste;
- Sandro Ciotti ed Enrico Ameri per la radiocronaca di Lucia Mondella-Ruud Gullit da Milano e Renzo Tramaglino-Don Rodrigo da Como;
- Alice Solenghi, la figlia di Tullio Solenghi nel ruolo di Cappuccetto Rosso, incontrata prima da don Abbondio e poi da Perpetua. È quest'ultima a rivelare l'identità della giovane attrice.

## DVD e pubblicazioni
- I promessi sposi - Parte 1 (allegato a La Gazzetta dello Sport del 9 novembre 2012)
- I promessi sposi - Parte 2 (allegato a La Gazzetta dello Sport del 16 novembre 2012)